# أصبوعية
الأُصْبُوعِيَّة (الاسم العلمي: Dactylosoma)، جنس حيوانات من الحيوانات الأوالي وشعبة معقدات القمة وفصيلة الأصبوعيات.
الأنواع في هذا الجنس لها مضيفان في دورة حياتهما: مضيف من الفقاريات يتكون من الأسماك أو البرمائيات (ربما أيضًا زواحف) والمضيف الأخر من اللافقاريات (علقات المياه العذبة عديمة الفك).